# .global
.global — общий домен верхнего уровня, который был делегирован в корневую зону DNS 6 июня 2014 года. Заявка на новый домен верхнего уровня была одобрена 17 апреля 2014 года. Стал общедоступным 9 сентября 2014 года.
Путь от приложения к запуску был довольно сложным из-за проблем с конфликтом имен связанных со словом «глобальный» (поскольку оно используется во многих внутренних сетях). Как следствие, реестру .global пришлось заблокировать регистрацию 60 000 доменных имен в течение нескольких месяцев, пока проблема конфликта имен не была полностью решена.